# Sympherta sareptae
Sympherta sareptae är en stekelart som beskrevs av Hinz 1991. Sympherta sareptae ingår i släktet Sympherta och familjen brokparasitsteklar. Inga underarter finns listade i Catalogue of Life.